# Speiseröhre

Übersicht über den menschlichen Verdauungstrakt, Speiseröhre rot hervorgehoben

Die Speiseröhre oder der Ösophagus (eingedeutscht von lateinisch Oesophagus, von altgriechisch οἰσοφάγος oisophágos, deutsch ‚Schlund, Speiseröhre [durch welche das Essen getragen wird]‘), veraltet Schluckdarm, ist ein muskulöser Schlauch, der außen von Bindegewebe umgeben und innen mit Schleimhaut ausgekleidet ist. Er ist ein Teil des Verdauungstraktes und transportiert in der letzten Phase des Schluckaktes mit peristaltischen Bewegungen Nahrung vom Rachen in den Magen.
Beim Menschen ist die Speiseröhre etwa 25 Zentimeter lang und hat an der engsten Stelle einen Durchmesser von etwa 1,5 Zentimetern. Sie beginnt auf Höhe des Kehlkopfes, zieht zwischen Luftröhre und Wirbelsäule abwärts in das hintere Mediastinum im Brustkorb, wo sie eng am linken Vorhof des Herzens liegt und dann durch den Speiseröhrenschlitz des Zwerchfells in die Bauchhöhle tritt und in den Magen mündet.
Das untere Ende der Speiseröhre ist in Ruhe verschlossen, sodass kein saurer Mageninhalt in die Speiseröhre zurückfließt. Bei Sodbrennen ist die Speiseröhre nicht richtig verschlossen, häufiges Zurückfließen wird als Refluxkrankheit oder Refluxösophagitis bezeichnet und kann Speiseröhrenkrebs verursachen. Dieser tritt seltener auf als andere Krebserkrankungen wie Lungen- oder Darmkrebs, bleibt durch seine unspezifischen Symptome aber lange unentdeckt und hat daher eine hohe Sterblichkeit. Entzündungen der Speiseröhre machen sich als Brennen hinter dem Brustbein bemerkbar, das der Angina Pectoris bei koronarer Herzkrankheit sehr ähnlich ist.

## Anatomie der Speiseröhre des Menschen

### Lage und Struktur

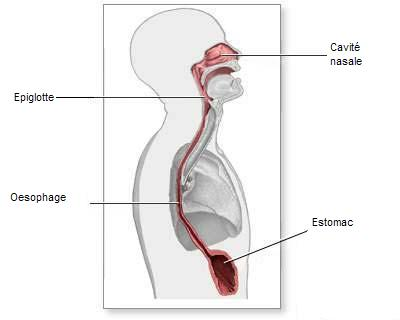
Lage der Speiseröhre

Die Speiseröhre ist beim erwachsenen Menschen etwa 25 Zentimeter lang. Sie beginnt auf Höhe des sechsten Halswirbelkörpers am unteren Rand des Ringknorpels des Kehlkopfes und mündet kurz nach ihrem Durchtritt durch das Zwerchfell auf Höhe des zehnten Brustwirbelkörpers in den Magen.
Ihrem Verlauf entsprechend ist die Speiseröhre anatomisch in drei Abschnitte eingeteilt. Als Halsteil (Pars cervicalis) wird der Anteil der Speiseröhre zwischen ihrem Beginn im Kehlkopfbereich und ihrem Eintritt in den Brustkorb bezeichnet. Er ist etwa acht Zentimeter lang. Im Brustkorb verläuft sie zunächst im oberen, dann im hinteren Mediastinum und tritt durch einen Schlitz (Hiatus oesophageus) durch das Zwerchfell. Dieser Brustteil-Abschnitt (Pars thoracica) ist etwa 16 Zentimeter lang. Die Länge des Bauchteils (Pars abdominalis) zwischen dem Durchtritt durch das Zwerchfell und dem Eintritt in den Magen ist durch den verschieblichen Einbau in den Ösophagusschlitz variabel und schwankt zwischen einem und drei Zentimetern.

Sicht von vorne: Die Speiseröhre (gelb) verläuft im Brustkorb hinter der Luftröhre und dem Herzen.

Die Speiseröhre steht in enger räumlicher Beziehung zu anderen wichtigen Strukturen und Organen. Im Hals liegt ihr die Luftröhre unmittelbar an der Vorderseite (ventral) an, bis sich die Luftröhre auf Höhe des vierten Brustwirbelkörpers in die beiden Hauptbronchien aufteilt. Unterhalb der Aufteilungsstelle (Bifurcatio tracheae, Luftröhrengabel), also im unteren Mediastinum, ist der Ösophagus durch den Herzbeutel vom linken Vorhof des Herzens getrennt. Ebenfalls auf Höhe der Luftröhrengabel entspringt die Aorta aus der linken Herzkammer, biegt sich nach hinten (dorsal) über den linken Hauptbronchus und verläuft links neben der Speiseröhre entlang der Wirbelsäule nach unten (kaudal), wobei sie die Speiseröhre etwas nach rechts verdrängt. Ebenfalls unterhalb der Luftröhrengabel legen sich der linke und rechte Nervus vagus an die Speiseröhre an und zerfasern zu zwei Nervengeflechten, den Trunci vagales. Die Speiseröhre ist in ihrem Verlauf bis zum Magen im Uhrzeigersinn gedreht, so dass der linke Vagusnerv entsprechend als Truncus vagalis anterior auf der Vorderseite und der rechte Vagusnerv als Truncus vagalis posterior auf der Rückseite des Ösophagus zu liegen kommen.
Während der Halsteil der Speiseröhre noch nah an der Wirbelsäule liegt, entfernt sich der Brustteil zunehmend von ihr. Vor der Einmündung in den Magen überkreuzt die Speiseröhre die Aorta von rechts nach links; beim Durchtritt durch das Zwerchfell liegt sie etwa mittig vor ihr.
Aus dem Verlauf der Speiseröhre und ihrer engen Nachbarschaft zu anderen Organen ergeben sich drei Engstellen. Die oberste ist zugleich die engste Stelle des Ösophagus: der Ösophagusmund (Constrictio pharyngooesophagealis, Constrictio cricoidea oder Angustia cricoidea). Sie liegt auf Höhe des Ringknorpels des Kehlkopfs und hat einen Durchmesser von etwa 1,5 Zentimetern. Vom Ringknorpel strahlen Muskeln aus, die sich um den Ösophagusmund herumlegen und ihn als Schließmuskel (Sphinkter) verschließen. Unterstützt wird der Verschluss durch ein Venengeflecht in der Submukosa (siehe unten den Abschnitt Feinbau zur Histologie). In Ruhe ist die obere Ösophagusenge geschlossen. Der Brustteil wird durch den linken Hauptbronchus und den Aortenbogen eingeengt, daher wird diese mittlere Engstelle auch „Aortenenge“ (Angustia aortica oder Constrictio partis thoracicae) genannt. Die dritte Enge ist die Zwerchfellenge (Constrictio diaphragmatica oder Constrictio phrenica). Hier ist die Speiseröhre durch das Ligamentum phrenicooesophageale (Laimer-Band) elastisch mit dem Zwerchfell verbunden.
Die untere Öffnung der Speiseröhre ist in Ruhe aufgrund ihrer Längsspannung verschlossen, hat aber keinen eigentlichen Schließmuskel. Man spricht vom angiomuskulären Dehnverschluss, weil im untersten Speiseröhrensegment ein Venengeflecht unmittelbar unter dem Epithel der Schleimhaut liegt. Mehrere Mechanismen gewährleisten den Verschluss, die zusammenfassend als „Unterer Ösophagussphinkter“ (UÖS) bezeichnet werden. Zum einen verlaufen die Muskelzüge im unteren Bereich spiralig um den Ösophagus herum. Da dieser unter Längsspannung steht, entsteht ein „Wringverschluss“. Dieser öffnet sich, wenn sich die Speiseröhre beim Schlucken verkürzt und sich dadurch die Längsspannung lokal reduziert. Dabei kippt die steil gestellte Einmündungsebene der Speiseröhre in den Magen, wobei der Dreh- und Fixpunkt vorn am Durchtritt durch das Zwerchfell liegt und eine lockere Gleitschicht (auch als Bursa infracardiaca) im hinteren Hiatus des Zwerchfells dies ermöglicht.
Reflux von Mageninhalt in die Speiseröhre kann experimentell allein durch Kippung bzw. Horizontalstellung der Einmündungsebene erzeugt werden, nicht durch Beseitigung des His-Winkels, der zwischen Speiseröhren-Längsachse und Magenfundes liegt, was experimentell nachgewiesen wurde. Auch erhöhter Druck im Bauch bei Adipositas und fortgeschrittener Schwangerschaft verlagert die Einmündungsebene und erleichtert Reflux. Die letzte Komponente ist der Winkel, in dem die Speiseröhre in den Magen mündet.

### Blutversorgung und Lymphabfluss
Die Blutversorgung erfolgt entsprechend der Einteilung in Hals-, Brust- und Bauchabschnitt. Der Halsteil erhält Äste aus den unteren Schilddrüsenarterien (Arteria thyroidea inferior), das venöse Blut fließt über die unteren Schilddrüsenvenen (Vena thyroidea inferior) oder direkt in die Vena brachiocephalica. Von dieser gelangt das Blut in die obere Hohlvene (Vena cava superior). Der Brustteil wird über direkte Äste der Aorta mit sauerstoffreichem Blut versorgt, sein venöses Blut gelangt in die Vena azygos und Vena hemiazygos, die beide ebenfalls in die obere Hohlvene münden. Der Bauchteil wird von Ästen der linken Magenarterie und -vene (Arteria gastrica sinistra und Vena gastrica sinistra) erreicht. Bedeutsam ist hier, dass der Blutabfluss in die Pfortader (Vena portae hepatis) erfolgt, die Äste der Magenvene aber durch das Venengeflecht des unteren Ösophagussphinkters mit den Ästen der Azygosvene in Verbindung stehen. Ist der Abfluss der Pfortader etwa bei einer Leberzirrhose unterbrochen, dienen die Speiseröhrenvenen als wichtige Umgehungsstrecke (Portokavale Anastomose). Die geschwollenen Venen sind als Ösophagusvarizen erkennbar und sind Ort lebensbedrohlicher Blutungen, wenn sie reißen.
Auch der Lymphabfluss ist von Abschnitt zu Abschnitt unterschiedlich. Grundsätzlich gelangt die Lymphe in nah an der Ösophaguswand gelegene Lymphknoten, die Noduli lymphoidei juxtaoesophageales. Im Halsteil drainieren diese in die tiefen Halslymphknoten (Nll. cervicales profundi). Der Lymphabfluss des Brustteils erfolgt in zwei Richtungen: von der oberen (kranialen) Hälfte kopfwärts in die Trunci bronchomediastinales, und von der unteren (kaudalen) Hälfte nach kaudal über die Zwerchfell-Lymphknoten in die Trunci bronchomediastinales. Die Lymphknoten des unteren Brustteils haben Verbindungen zu den Lymphknoten des Bauchteils, sodass ein kleiner Teil der Lymphe des Brustteils in die Lymphknoten des Bauchteils gelangt. Von hier fließt die Lymphe über die Lymphknoten entlang der linken Magenarterie zu den Noduli lymphoidei coeliaci am Truncus coeliacus. Lage- und Druckveränderungen können diese Flussrichtung umkehren, sodass auch Lymphe aus dem Bauchabschnitt über die Zwerchfell-Lymphknoten in die Trunci bronchomediastinales gelangen kann. Dieser Mechanismus ist für die Ausbreitung von Magenkrebs-Metastasen von Bedeutung.

### Innervation
Die Speiseröhre ist sympathisch und parasympathisch innerviert, wodurch die Peristaltik und die Drüsensekretion gehemmt (Sympathikus) oder gesteigert (Parasympathikus) werden. Die Nerven innervieren die glatte Muskulatur nicht direkt, sondern beeinflussen die Aktivität des Enterischen Nervensystems, das die glatte Muskulatur steuert. Die quergestreifte Muskulatur, die vor allem kranial zu finden ist, wird durch motorische Nervenfasern des Nervus vagus und des Nervus laryngeus recurrens direkt angesteuert. Mit diesen Nerven verlaufen auch die parasympathischen Nervenfasern für das Enterische Nervensystem und die sensiblen Fasern vom Gewebe zum Gehirn. Die sympathischen Fasern kommen aus dem Ganglion stellatum und aus den kranialen Grenzstrangganglien des Brustkorbs.

### Feinbau

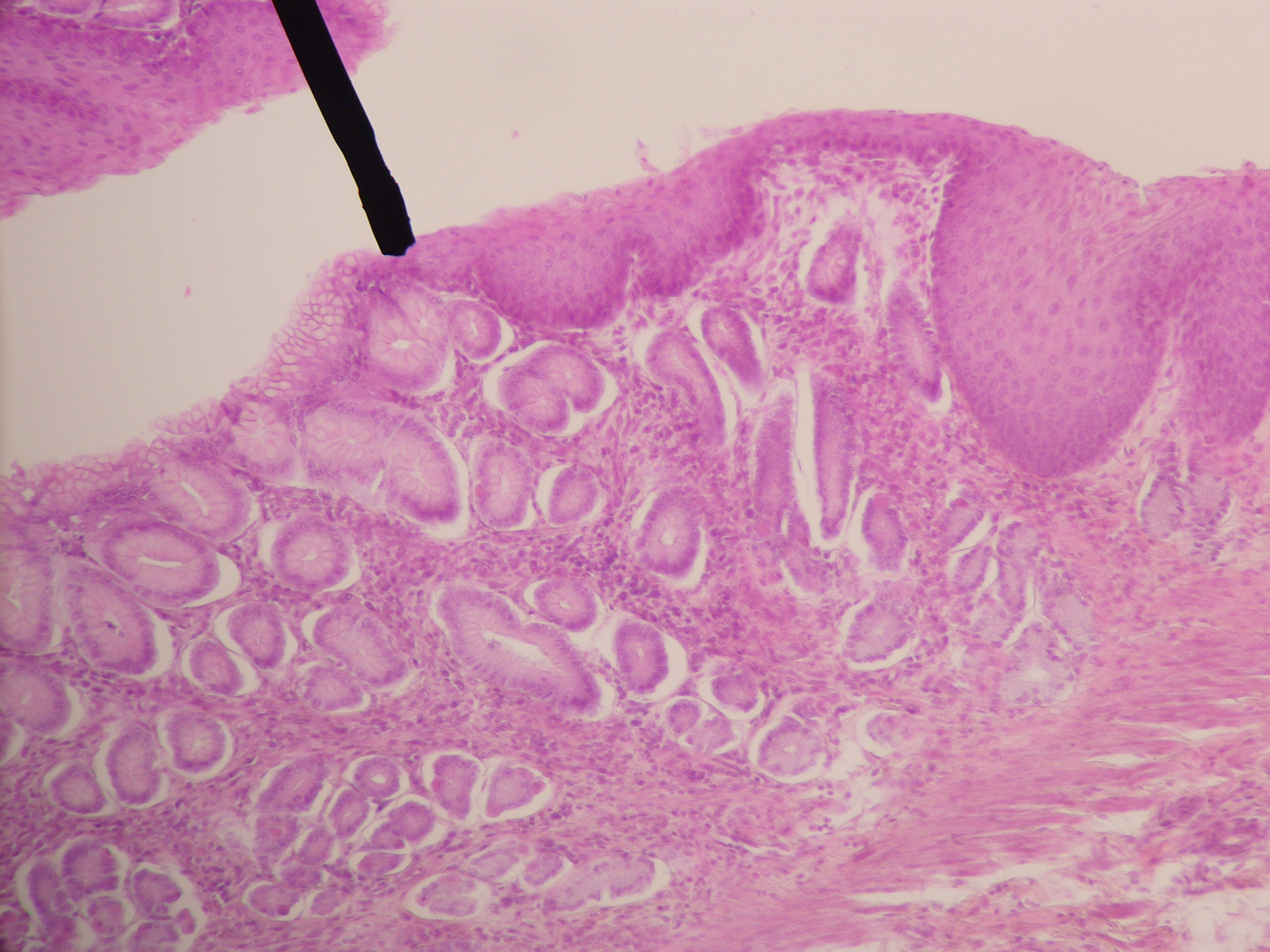
Epithelübergang an der Cardia: Rechts ist das unverhornte Plattenepithel des Ösophagus zu sehen.

Die Speiseröhre zeigt den typischen Wandaufbau des Magen-Darm-Traktes mit vier Schichten. Die innerste Schicht ist eine Schleimhaut (Tunica mucosa, kurz Mukosa), die ihrerseits aus drei Schichten aufgebaut ist: die Oberfläche ist mit Epithel (Lamina epithelialis) bedeckt, das durch lockeres Bindegewebe (Lamina propria mucosae) von einer Schicht aus glatten Muskelzellen (Lamina muscularis mucosae) getrennt ist. Die Schleimhaut liegt einer lockeren Bindegewebsschicht (Tunica submucosa, kurz Submukosa) auf. Diese führt die Blut- und Lymphgefäße für die Mukosa und beinhaltet ein Nervengeflecht, den Plexus submucosus. Sie dient zudem als Verschiebeschicht zur dritten Wandschicht, der Tunica muscularis. Diese Muskelschicht weist ein sich verflechtendes Fasersystem auf, deren morphologische Einheit die apolare Schraubenfaser ist. Die auf- und absteigendenFasern können mit und gegen den Uhrzeigersinn gerichtet sein. Die Tunica muscularis ist folglich ein dreidimensionales Netzwerk und zeigt keine isolierte Zweischichtung in Längs- und Ringmuskelschicht. Solche Befunde sind Artefakte, weil das isolierte Organ Speiseröhre sich um fast ein Drittel verkürzt. In das Muskelfasergeflecht eingebettet liegt ein weiteres Nervengeflecht, der Plexus myentericus, der ebenso wie der Plexus submucosus zum Enterischen Nervensystem gehört. Außerhalb der Muskelschicht liegt beim Ösophagus weiteres lockeres Bindegewebe (Tunica adventitia, kurz Adventitia), das die Speiseröhre in der Umgebung verankert. Nur kurz vor dem Übergang in den Magen ist die Speiseröhre von Peritoneum überzogen und weist keine Adventitia auf.
Die Speiseröhre weist im Feinbau einige Unterschiede zu den anderen Abschnitten des Verdauungsapparats auf, die der mechanischen Beanspruchung durch die transportierte Nahrung geschuldet sind und vor allem die Schleimhaut betreffen. Charakteristisch ist das mehrschichtige unverhornte Plattenepithel, der größere Anteil von Kollagenfasern in der Lamina propria, die dadurch straffer wird, und eine kräftigere Schleimhaut-Muskel-Schicht (Lamina muscularis mucosae). In der Submukosa liegen Gleitschleim produzierende muköse Ösophagusdrüsen (Glandulae oesophageae). Die Schleimhaut ist stark in Längsfalten geworfen, die als Dehnungsreserve bei größeren Speisebrocken dienen.
Eine weitere Besonderheit der Speiseröhre des Menschen ist, dass in ihrem oberen Drittel die Muskelschicht (Tunica muscularis) von quergestreifter Muskulatur gebildet wird. Nur in ihrem unteren Drittel finden sich dort glatte Muskelzellen, wobei im mittleren Drittel der fließende Übergang ist.
An der Cardia, dem Übergang zum Magen, liegt eine scharfe Grenze zwischen dem Plattenepithel der Speiseröhre und dem Epithel des Magens vor.

## Speiseröhre bei Tieren
Die Anatomie der Speiseröhre bei Säugetieren entspricht, bis auf Größenunterschiede, weitgehend der beim Menschen. Wesentlicher Unterschied ist das Ausmaß von quergestreifter und glatter Muskulatur in der Muskelschicht. Bei Wiederkäuern und Hunden wird beispielsweise die gesamte Speiseröhre von quergestreifter Muskulatur gebildet, bei Schweinen wird nur ein schmaler Streifen unmittelbar am Mageneingang von glatter Muskulatur gebildet, während bei Pferden und Katzen (wie beim Menschen) im magenseitigen Drittel glatte Muskulatur ausgebildet ist.
Bei Vögeln liegt die Speiseröhre auf der rechten Halsseite. Ihre Wand ist dünn und in Falten gelegt, so dass sie sehr dehnbar ist. Kopfseitig tritt häufig noch ein Abschnitt mit verhorntem Plattenepithel auf. Einige Vogelarten besitzen eine aufblasbare Speiseröhrenerweiterung, die bei der Balz präsentiert wird. Eine weitere Besonderheit der Speiseröhre der Vögel ist der Kropf (Ingluvies). Diese Erweiterung liegt am Brusteingang und dient der Nahrungsspeicherung, dem Vorquellen des Futters, bei einigen Arten wie Tauben bildet er die Kropfmilch zur Ernährung der Küken. Im Endabschnitt der Speiseröhre tritt bei Vögeln lymphatisches Gewebe in Form der Speiseröhrenmandel (Tonsilla oesophagealis) auf.

## Entwicklung und Fehlbildungen
Die Speiseröhre geht ab der vierten Entwicklungswoche des Embryos aus dem Vorderdarm hervor. Ab diesem Zeitpunkt sprosst die Lungenknospe aus dem Vorderdarm aus. Die Anlage von Lunge und Luftröhre (Trachea) steht zunächst noch auf ganzer Länge mit dem Vorderdarm in Verbindung, wird dann aber durch das Einwachsen einer Trennwand, dem Septum oesophagotracheale, abgeschnürt. Der Vorderdarm ist nun in ein bauchseitiges (ventrales) und ein rückseitiges (dorsales) Rohr geteilt. Aus dem dorsalen Anteil entwickelt sich die Speiseröhre. Die Muskelschicht der Speiseröhre entsteht aus dem umliegenden Mesenchym.

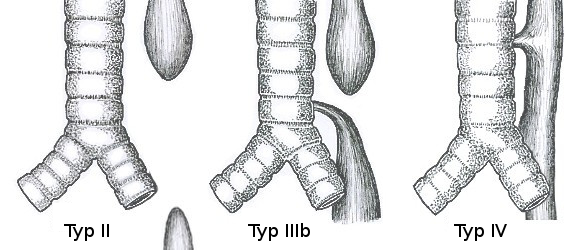
Formen der Ösophagusatresie

Fehlbildungen der Speiseröhre haben ihre Ursache häufig in einer fehlerhaften Ausbildung des Septum oesophagotracheale. Zu nennen sind hier die Ösophagusatresie, bei der die Speiseröhre blind endet und keine Verbindung zwischen Schlund und Magen herstellt, sowie die Tracheo-ösophageale Fistel, bei der eine Verbindung zwischen Luft- und Speiseröhre bestehen bleibt. In etwa 90 % der Fälle treten diese Störungen kombiniert auf, das heißt, der obere Abschnitt des Ösophagus endet blind, während der untere eine Verbindung zur Trachea hat. Die Ösophagusatresie verhindert den Abfluss des Fruchtwassers aus der Amnionhöhle, sodass es in dieser zur übermäßigen Flüssigkeitsansammlung kommt (Polyhydramnion). Beim Neugeborenen mit Ösophagusatresie kann nach dem ersten Trinken Flüssigkeit in die Luftröhre und die Lunge gelangen und eine Lungenentzündung (Aspirationspneumonie) verursachen. Bei rechtzeitiger Diagnosestellung ist die Fehlbildung durch eine Operation zu beheben. Möglich ist auch ein unzureichendes Längenwachstum der Speiseröhre; in diesem Fall kann sie den Magen durch den Speiseröhrenschlitz (Hiatus oesophageus) im Zwerchfell ziehen (Hiatushernie).

## Funktion
Der Transport des Nahrungsbrockens durch die Speiseröhre ist die letzte Phase des Schluckakts. Er erfolgt reflektorisch durch die Kontraktion der quergestreiften und glatten Muskulatur: gelangt Nahrung in den Rachen, reizt sie sensible Nervenfasern. Im Gehirn werden die sensiblen Fasern auf motorische Kerne des Nervus vagus umgeschaltet, der die Kontraktion der Ringmuskulatur bewirkt. Da die Innervation reflektorisch erfolgt, kontrahiert sich der Abschnitt, in dem sich der Nahrungsbrocken gerade befindet. Die Muskulatur direkt unterhalb erschlafft.
Der Transportvorgang dauert etwa zehn Sekunden, wobei mehrere peristaltische Wellen zu beobachten sind: Die erste Welle (primäre Peristaltik) treibt den Speisebrocken (Bolus) die Speiseröhre hinab. Die nachfolgenden Wellen (sekundäre Peristaltik) werden durch zurückbleibende Speisereste ausgelöst.
Hat die Nahrung den Magen erreicht, steigt der Druck der Sphinkteren auf das Doppelte des Ruhewertes. Dadurch kann der Mageninhalt nicht zurückgelangen (Anti-Reflux-Mechanismus). Die Spannung der Sphinkteren wird durch den Vagus gesteuert, Signalmoleküle wie Cholecystokinin, Somatostatin, Glucagon und Prostaglandin E1 entspannen den Verschluss. Auch Kaffee, Nicotin und Fette können den Verschluss des Unteren Ösophagussphinkters lockern.

## Erkrankungen
Erkrankungen des Ösophagus machen sich, abhängig von der Erkrankung, durch Schluckstörungen (Dysphagie), Schmerzen beim Schlucken (Odynophagie), Regurgitation, Mundgeruch, Sodbrennen und Schmerzen in der Brust bemerkbar. Das letzte Symptom tritt auch bei Herzerkrankungen auf, daher kann erst dann von „nichtkardialem Brustschmerz“ gesprochen werden, wenn eine Herzerkrankung (etwa ein Infarkt oder Durchblutungsstörung) ausgeschlossen ist.

### Motilitätsstörungen
Als Motilitätsstörung wird eine Störung der unwillkürlichen Bewegungen eines Organs bezeichnet. Bei der Speiseröhre bedeutet dies eine Beeinträchtigung des Schluckaktes, die unterschiedliche Ursachen haben kann.
Die Achalasie ist eine eher seltene Erkrankung. Sie entsteht durch den Untergang des Plexus myentericus im unteren Ösophagus, wodurch einerseits der untere Ösophagussphinkter bei der Passage der Nahrung nicht ausreichend erschlafft und andererseits die Nahrung wegen der zu schwachen Peristaltik nicht effizient Richtung Magen befördert wird. Dies sind wahrnehmbare Schluckbeschwerden. Zudem kann die in der Speiseröhre verbliebene Nahrung zurück in den Rachen gelangen (Regurgitation), was insbesondere nachts die Gefahr der Aspiration birgt. Eine häufige Komplikation der Achalasie sind daher Aspirationspneumonien, also Lungenentzündungen, die von Fremdkörpern oder Magensäure in der Lunge verursacht werden.
Zwei weitere Motilitätsstörungen mit unklarer Ursache sind der diffuse Ösophagusspasmus und der hyperkontraktile Ösophagus (Nussknackerösophagus). Die Funktion des unteren Ösophagussphinkters ist bei beiden Erkrankungen normal. Beim diffusen Ösophagusspasmus ist die Peristaltik an sich nicht gestört, es treten jedoch beim Schlucken oder spontan nichtperistaltische Kontraktionen auf, die den Schluckakt beeinträchtigen. Der hyperkontraktile Ösophagus weist diese zusätzlichen Kontraktionen nicht auf, stattdessen sind die peristaltischen Kontraktionen der glatten Muskulatur besonders stark und halten lange an. Beide Erkrankungen verursachen Schmerzen hinter dem Brustbein (retrosternale Schmerzen) und Schluckbeschwerden.
Liegt die Ursache einer Motilitätsstörung nicht bei der Speiseröhre selbst, sondern ist Folge einer Grunderkrankung, spricht man von einer sekundären Motilitätsstörung. Eine solche Erkrankung kann eine Bindegewebskrankheit (Kollagenose) wie Sklerodermie sein, eine Amyloidose oder eine Polyneuropathie bei Diabetes mellitus. Bei Muskelerkrankungen wie Muskeldystrophien oder Erkrankungen des Zentralen Nervensystems ist vor allem die quergestreifte Muskulatur der oberen Speiseröhre von der Funktionsstörung betroffen.

### Refluxkrankheit

Endoskopische Aufnahme eines Barrett-Ösophagus

Als Reflux wird der Rückfluss von Mageninhalt in die Speiseröhre bezeichnet, der sich als Sodbrennen bemerkbar machen kann. Tritt dies häufig auf und beeinträchtigt die Lebensqualität, spricht man von einer Gastroösophagealen Refluxkrankheit (englisch: gastroesophageal reflux disease, kurz GERD). Bei der GERD können zwei Formen unterschieden werden: Zeigt die Schleimhaut der Speiseröhre keine Veränderungen, handelt es sich um eine nicht-erosive Refluxkrankheit, kurz NERD. Hat sich die Schleimhaut entzündet und zeigt typische Veränderungen, ist von einer Refluxösophagitis die Rede. Ursache der Refluxkrankheit ist eine Verschluss-Insuffizienz des unteren Ösophagussphinkters. Neben dem Sodbrennen können bei fortgeschrittenen Refluxkrankheiten auch Schluckbeschwerden auftreten.
Eine Langzeitfolge der Refluxösophagitis ist der sogenannte Barrett-Ösophagus: Dabei wandelt sich das Plattenepithel als Anpassung an die ständige chemische Reizung in Zylinderepithel um, das der Magensäure besser widerstehen kann. Weitere Komplikationen sind Geschwüre und Verengungen (Stenosen) der Speiseröhre, chronische Heiserkeit durch Stimmbandreizung oder auch Asthma bronchiale.

### Entzündung
Die Entzündung der Speiseröhre wird fachsprachlich Ösophagitis genannt; sie kann durch chemische und thermische Reizung (Verbrennung), mechanische Irritation (steckengebliebener Fremdkörper) und Infektionen verursacht werden. Die häufigste Form ist die Refluxösophagitis durch die Reizung mit Magensäure. Ebenso kann sich die Speiseröhre nach Verätzungen mit Säuren oder Laugen entzünden, was bei Kindern als Unfall und bei Erwachsenen meistens in Selbsttötungsabsicht auftritt. Die Infektion mit einem Krankheitserreger spielt bei Gesunden eine untergeordnete Rolle, betroffen sind meistens Menschen mit einer eingeschränkten Immunabwehr, wie etwa Diabetiker oder HIV-Infizierte. Häufigster Erreger ist der Hefepilz Candida albicans, außerdem treten Infektionen mit Cytomegalie-, Varizella-Zoster- und Herpes-simplex-Viren auf. Hauptsymptom sind schmerzhafte (Odynophagie) oder schmerzlose Schluckbeschwerden (Dysphagie) und retrosternale Schmerzen (hinter dem Brustbein).
Ein noch recht junges Krankheitsbild ist die eosinophile Ösophagitis, die in der Regel Kinder und junge männliche Erwachsene betrifft. Hierbei ist die gesamte Speiseröhre von der Infiltration eosinophiler Granulozyten betroffen. Diese Entzündungszellen spielen bei Allergien eine Rolle, weshalb auch für die eosinophile Ösophagitis eine allergische Ursache angenommen wird.

### Speiseröhrenkrebs
Speiseröhrenkrebs ist mit einer Inzidenz von jährlich etwa 8 Neuerkrankungen pro 100.000 Einwohner eine eher seltene Krebsform, wobei Männer häufiger als Frauen betroffen sind. Die Sterblichkeit ist hoch, da das Tumorwachstum weitgehend beschwerdefrei erfolgt und erst in fortgeschrittenen Stadien zu Schluckbeschwerden und Schmerzen führt. Die Therapie einer solchen weit fortgeschrittenen Krankheit ist weniger aussichtsreich. Anhand der Zelltypen wird das Plattenepithelkarzinom vom Adenokarzinom unterschieden. Das Plattenepithelkarzinom wird durch Alkoholkonsum und Rauchen begünstigt, während das Adenokarzinom eine Langzeitfolge des Barrett-Ösophagus und der Refluxkrankheit ist. Früher war weltweit das Plattenepithelkarzinom die deutlich häufigere Form. In Westeuropa und Nordamerika überwiegen mittlerweile aber die Adenokarzinome, da durch die Zunahme von Übergewicht (Adipositas) in der Bevölkerung auch die Zahl der Refluxerkrankungen steigt.

### Divertikel

Divertikel der Speiseröhre:
1. Zenker-Divertikel,
2. Bifurkationsdivertikel,
3. Epiphrenisches Divertikel

Divertikel sind Ausstülpungen (Erweiterungen) der Wände von Hohlorganen, hier konkret der Speiseröhre, an denen entweder alle Wandschichten beteiligt sind (echtes Divertikel oder Traktionsdivertikel) oder nur die Schleimhaut und Submukosa, die bei erhöhtem Druck durch die Muskelschicht gedrückt werden (unechtes Divertikel oder Pulsionsdivertikel). Das häufigste echte Divertikel ist das Bifurkationsdivertikel an der Luftröhrengabel, etwa 20 % der Speiseröhrendivertikel sind dort zu finden.
Unechte Divertikel entstehen vor allem an muskulären Schwachstellen: das Zenker-Divertikel ist das häufigste Divertikel am Ösophagus, es macht etwa 70 % der Ösophagusdivertikel aus. Ein wirkliches Divertikel der Speiseröhre ist es allerdings nicht, da es im Killian-Dreieck knapp oberhalb des Ösophagusmundes an der Hinterwand des unteren Rachens entsteht und damit ein Hypopharynxdivertikel ist. Unterhalb des Ösophagusmundes befindet sich als weitere muskelschwache Stelle das Laimer-Dreieck, an dem Killian-Jamieson-Divertikel entstehen können. Diese sind allerdings deutlich seltener. Etwa jedes zehnte Divertikel ist ein Pulsionsdivertikel über dem Zwerchfell (epiphrenisches Divertikel).
In Divertikeln sammeln sich häufig Speisereste an, die Mundgeruch und Schluckbeschwerden verursachen können. Diese Speisereste können regurgitiert werden, was vor allem beim Zenker-Divertikel wegen der Nähe zu Luftröhre die Gefahr der Aspiration birgt.

### Weitere Erkrankungen
Als Mallory-Weiss-Syndrom werden etwa vier Zentimeter lange Längsrisse der Schleimhaut bezeichnet, die bei Erbrechen und manchmal auch schwerem Heben entstehen können. Führt starkes Erbrechen zum Riss der gesamten Wand, ist vom Boerhaave-Syndrom die Rede. Üblicherweise entstehen Durchbrüche der Ösophaguswand aber bei endoskopischen Untersuchungen, das Boerhaave-Syndrom ist selten.
Beim Menschen kann es im Rahmen der Chagas-Krankheit zu einer Auftreibung (Dilatation) der Speiseröhre kommen, die Megaösophagus genannt wird. Bei Haustieren, vor allem Hunden, kommt sie häufiger vor.
Bei Pferden und Rindern kommt es gelegentlich zu einem Steckenbleiben großer Futterbrocken in der Speiseröhre (Schlundverstopfung). Die Entfernung von Fremdkörpern aus dem Halsteil der Speiseröhre durch eine Ösophagotomie bei Menschen war bereits im 19. Jahrhundert bekannt.
Zu den durch Störungen der venösen Blutzirkulation entstehenden Ösophagusvarizen siehe oben.
Neben dem bösartigen Speiseröhrenkrebs können selten auch gutartige Tumoren (Papillome, Fibrome, Lipome, Myome und Mischgeschwülste) auftreten.

## Verletzungen
Verletzungen der Speiseröhre werden unter anderem von Thoraxchirurgen operiert.

## Untersuchungsmöglichkeiten

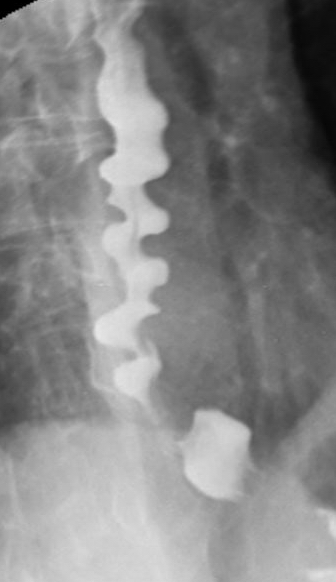
Breischluck-Darstellung des diffusen Ösophagus-Spasmus

Ergeben sich aus den Symptomen Hinweise auf eine Erkrankung, kommen bildgebende Verfahren zur weiteren Diagnostik zum Einsatz. Mit dem Endoskop kann die Schleimhaut inspiziert werden, um Entzündungen, Gewebeumbildungen (wie den Barrett-Ösophagus) oder Ösophagusvarizen zu entdecken. Die endoskopische Untersuchung (Spiegelung) der Speiseröhre (Ösophagoskopie) findet meistens im Rahmen einer Magenspiegelung statt. Unter endoskopischer Kontrolle kann eine Ultraschallsonde in die Speiseröhre eingeführt werden. Dieses Endosonografie genannte Verfahren kann Gefäßmissbildungen und die Ausdehnung von Tumoren in der Ösophaguswand darstellen. Eine andere Möglichkeit der Tumordiagnostik ist die Computertomografie (kurz CT).
Bei der Röntgendiagnostik kommt das Ösophagus-Breischluck-Verfahren zum Einsatz. Dabei schluckt der Patient ein Barium-haltiges Kontrastmittel, von dem während der Passage durch die Speiseröhre ein Röntgenbild erstellt wird. Auf diese Weise können Divertikel, Einengungen, die Längsausdehnung von Tumoren und der Ablauf des Schluckvorgangs (und damit auch Störungen und Reflux) sichtbar gemacht werden.
Ein nicht bildgebendes Verfahren, das bei der Diagnostik der Motilitätsstörungen von Bedeutung ist, ist die Ösophagusmanometrie, also die Messung des Drucks, der in der Speiseröhre herrscht. Die Transösophageale Echokardiographie (auch: Schluckecho) ist die Ultraschalluntersuchung der rückwärtigen (dorsalen) Abschnitte des Herzens durch eine Ultraschallsonde, die in die Speiseröhre geschoben wird.

## Speiseröhrenchirurgie

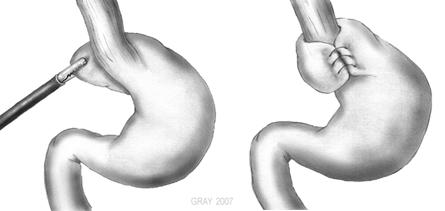
Fundoplicatio nach Nissen

Bereits in der frühen Neuzeit wurden Ösophagusstrikturen durch Bougierung behandelt und bei Speiseröhrenverengungen versucht, eine Nahrungszufuhr über Metallsonden oder Klistiere zu ermöglichen, wie Georg Gottstein 1908 mitteilte. Die eigentliche (operative) Speiseröhrenchirurgie ist eine vergleichsweise junge Disziplin der Viszeralchirurgie, die sich vor allem seit dem Aufkommen der Intubationsnarkose nach dem Zweiten Weltkrieg mit der Thoraxchirurgie entwickelt hat. Dennoch waren lange Zeit chirurgische Eingriffe insbesondere im Brustabschnitt der Speiseröhre sehr riskant, weshalb Karzinome in diesem Bereich als chirurgisch nicht erfolgreich behandelbar galten. Im Brustabschnitt, dem thorakalen Ösophagus, wurde erstmals 1901 durch Eugen Enderlen (zur Entfernung einer verschluckten Zahnprothese) operiert. Die erste erfolgreiche transpleurale Resektion eines Speiseröhrenkarzinoms erfolgte 1913 durch Franz Torek. Etwa seit den frühen 1980er Jahren werden Eingriffe an der Speiseröhre standardisiert durchgeführt.
Versuche, Ösophaguskarzinome chirurgisch zu entfernen (Resektion), gab es schon ab 1871. Theodor Billroth gelang in diesem Jahr eine Resektion im Halsbereich der Speiseröhre. Die erste erfolgreiche Resektion mit belegt gutem Ergebnis gelang Vincenz Czerny 1877, obgleich die Patientin etwa ein Jahr nach der Operation im Halsbereich an einem Rezidiv starb (Die Ernährung war nach der Operation über eine Ösophagusfistel erfolgt). Auch Bernhard von Langenbeck, Ernst von Bergmann und andere Chirurgen führten derartige Resektionen durch. Johann von Mikulicz gelang es 1886, nicht nur ein Karzinom im Halsteil der Speiseröhre zu resezieren, sondern auch eine plastische Deckung des Defektes der zunächst zur Ernährung angelegten Ösophagusfistel durchzuführen. Johann von Mikulicz misslang 1886 die Resektion eines Karzinoms im Brustbereich, erst 1913 gelang Wolfgang Denk diese Operation. Franz Torek vom Lennox Hill Hospital in New York City gilt als Vater der modernen Speiseröhrenchirurgie, da er 1913 erstmals einer Patientin die Speiseröhre vollständig entfernte (Ösophagektomie). Eine erste erfolgreiche Serie von Ösophagektomien ohne Eröffnung des Brustkorbes (sogenannte stumpfe Dissektion) gelang Ulrich Kunath seit 1978, 1998 auch in minimal-invasiver Technik. Ein Pionier des operativen Ersatzes der Speiseröhre (Ösophagoplastik) war um 1910 Walther Wendel. Weitere Wegbereiter der Ösophagoplastik waren César Roux (1907, erstmals mittels Jejunumschlinge), der russische Chirurg Herzen (1907, ähnlich wie Roux), Erich Lexer (1911, mittels Jejunumschlinge), Georg Kelling (1911, mittels Querkolon), M. Hirsch (1911, mittels vorderer Magenwand) und Martin Kirschner (1918, mittels verlagertem Magen). Pioniere der Ösophagogastrostomie waren Heyrovsky (1913), Henschen (1916), Ohsawa (1933), Seou (1933), Garlock (1944) und Rudolf Nissen (1948).
Rudolf Nissen führte 1956 die erste Fundoplicatio durch, mit der heute noch die Refluxkrankheit und Hiatushernien therapiert werden. Ein der Funktionsweise der unteren Speiseröhre entsprechendes Verfahren ist die hintere Gastropexie nach Hill.